# Mosaic de bosc i pastures muntanyenques de Malawi Meridional
El Mosaic de bosc i pastures muntanyenques de Malawi Meridional és una ecoregió de la zona afrotròpica que ocupa el sud de Malawi i Moçambic. Inclou la muntanya Mulanje i els cims propers, i la muntanya Mabu.